# Коричная звезда

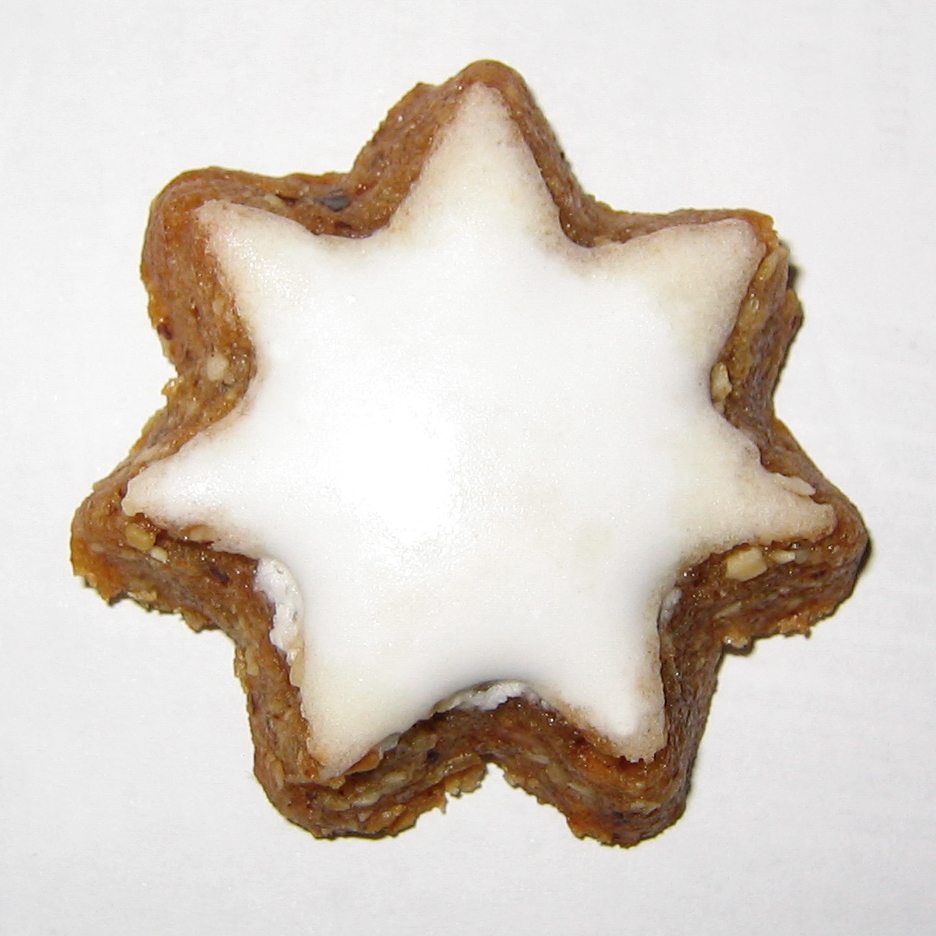
Классическая коричная звезда

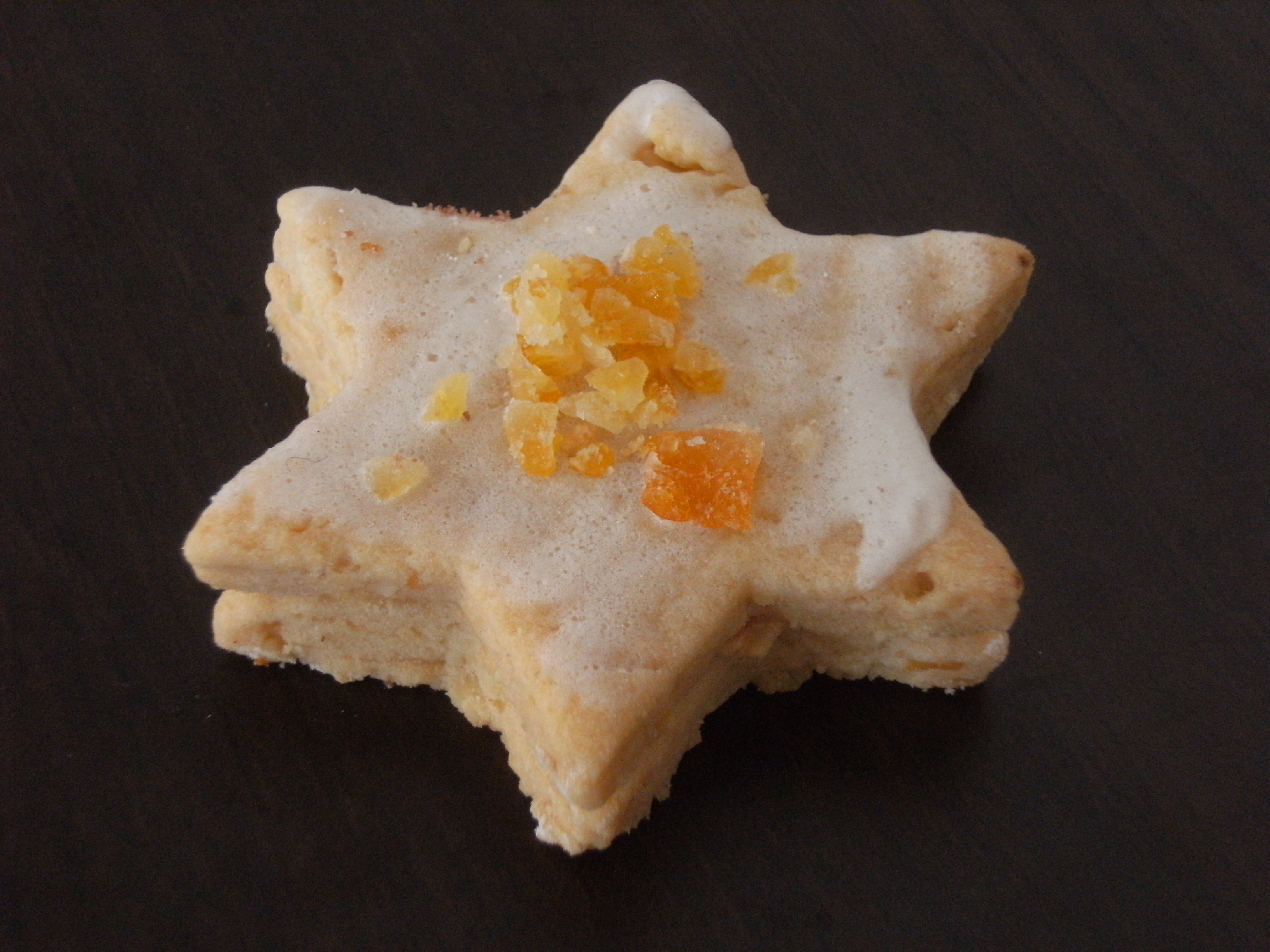
Апельсиновая звезда

Коричная звезда (ци́мтштерн, нем. Zimtstern) — рождественское печенье родом из Швабии из белкового теста с сахаром, миндалём и корицей. Один из самых популярных рецептов для традиционного рождественского фигурного печенья «плецхен». Существуют также рецепты анисовых и апельсиновых звёзд. Аромат корицы, аниса и гвоздики считается в Германии таким же неотъемлемым атрибутом Рождества, как и рождественская ёлка. Согласно данным опроса общественного мнения, проведённого в Германии в декабре 2020 года, больше всего коричные звёзды любят в Гессене, а меньше всего — в Сааре и Мекленбурге — Передней Померании.
Содержание муки в тесте не превышает 10 %. Тесто раскатывают и дают ему подсохнуть, потом покрывают белковой глазурью, а затем выемками вырезают звёзды. Коричные звёзды выпекают на противнях при невысокой температуре, чтобы белковая глазурь застыла, но не изменилась в цвете.
Хотя большинство вариантов плецхен появилось в XIX веке для украшения рождественской ели, коричные звёзды изначально не были связаны с Рождеством и отсчитывают свою историю как самое позднее с XVI века. Имеются упоминания, что в 1536 году императора Священной Римской империи Карла V в гостях у кардинала Лоренцо Кампеджо угощали деликатесными коричными звёздами. Их тогда ещё вырезали вручную, до изобретения выемок для теста. Корица в те времена была чрезвычайно дорогим удовольствием: в 1530 году аугсбургский купец Антон Фуггер решил продемонстрировать своё богатство перед императором и сжёг долговые обязательства Карла V на огне, разведённом на коричных палочках.
В 2006 году Федеральный институт оценки рисков предупредил об опасности чрезмерного употребления коричных звёзд и рекомендовал ограничить потребление этого продукта детям весом до 15 кг 10 штуками в неделю. В производстве коричных звёзд безобидную цейлонскую корицу заменяют китайским или индонезийским коричником, содержащим кумарин, который у чувствительных потребителей даже в малом количестве может вызвать поражения печени. Спустя год опасность коричных звёзд была ликвидирована благодаря оперативности производителей: коричник был либо изъят из рецептуры, либо из него предварительно экстрагировали кумарин.